# Renegat
Der Renegat (von lateinisch re „wieder“ und negare „leugnen“, „verneinen“) ist ursprünglich ein Abtrünniger einer Religion, heutzutage auch verallgemeinert ein Abtrünniger eines Glaubens- oder Wertesystems (Kunst, Religion, Weltanschauung). Im rein religiösen Kontext wird eine entsprechende Person auch als Apostat bezeichnet. Im Gegensatz zum Konvertiten müssen weder der Renegat noch der Apostat zu einem neuen System überwechseln.

## Geschichte
Fester Begriff war der Renegado im mittelalterlichen Spanien zur Zeit der Reconquista, der Auseinandersetzungen zwischen christlichen und muslimischen Herrschern. Hier jedoch bezeichnete er aus christlicher Sicht einen vom Christentum abgefallenen und unter islamischer Besetzung zum Islam übergetretenen Menschen, der von christlichen Spaniern mit diesem Wort negativierend belegt wurde. Der Renegado lehnte also nicht die in seinem Lebensbereich herrschende Überzeugung ab, sondern passte sich an.

## Etymologie
Das Wort Renegat oder auch Renegado hat lateinische und spanische Wurzeln. Es bezeichnet allgemein einen Menschen, der negiert, „Nein“ sagt (negado), und der dieses gegen (re-) eine herrschende Meinung tut. Andererseits kann mit der Partikel „re-“ im spanischen Kontext auch die erneute Verneinung der bereits erfolgten Annahme des christlichen Glaubens gemeint sein.
Die erstgenannte Etymologie scheint zudem nicht zum historischen Hintergrund zu passen, da der Renegado schlicht die in seinem Lebensbereich herrschende Überzeugung übernahm, eben den islamischen Glauben. Seine christlichen Landsleute waren meist nicht imstande gewesen, ihren Glaubensbrüdern die christliche Herrschaft zu erhalten. Der Begriff Renegat war somit in dieser Verwendung ein früher politischer Kampfbegriff. Auch wenn die christlichen Fürsten ihre Kriege verloren hatten, wollten sie den neuen Landesherren doch ein Unruhepotential hinterlassen, mittels derjenigen, die den islamischen Glauben nicht annehmen mochten, um nicht unter den Christen als Renegat zu gelten.

## Politische Renegaten
Als politische Renegaten gelten Personen, die zwar bestimmte Grundideologeme wie Klassenkampf, Marxismus, Sozialismus, Liberalismus, Monarchismus, Nationalismus, Rassismus oder Antisemitismus nicht aufgegeben haben, aber dennoch das politische Lager wechseln.
Lenin kritisiert z. B. in seinem Buch mit dem Titel Die proletarische Revolution und der Renegat Kautsky, dass der Sozialdemokrat Kautsky in seinen Schriften Marx in einen „Dutzendliberalen“ verwandele, die bürgerliche und proletarische Demokratie vermische und der Illusion einer Gemeinsamkeit zwischen Ausgebeuteten und Ausbeutern verfalle, also unter beibehaltenen Begriffen deren Aushöhlung betreibe und das politische Lager wechsele.
Anlass für die Kritik kann auch eine Positionierung in einem wissenschaftlichen Streit sein, wie zum Beispiel im Historikerstreit.